# آبشار رینبو (بریتیش کلمبیا)
آبشار رینبو (بریتیش کلمبیا) (به انگلیسی: Rainbow Falls, British Columbia) آبشاری است که در بریتیش کلمبیا، کانادا واقع شده و ارتفاع کلی ریزشگاه آن ۱۴۰ متر (۴۶۰ فوت) است.